# Lindevang Kirke
Lindevang Kirke er en kirke på Peter Bangs Vej på Frederiksberg med adresse på den parallelle Hattensens Allé.
Lindevang Kirke stod færdig i 1930 efter Solbjerg menighedsråd i 1923 havde taget initiativ til en udskillelse fra Solbjerg Sogn. Solbjerg Kirke var efter opførelsen af Lindevangskvarteret og Den Sønderjyske By overfyldt til højmesserne og det var nærmest umuligt at få udført alle efterspurgte kirkelige handlinger.
Lindevang Sogn blev udskilt fra Solbjerg Sogn i 1926, selvom der gik 4 år til kirken stod færdig. Den 21. september 1930 blev kirken indviet af biskop Harald Ostenfeld. Oprindeligt skulle kirken have heddet Adventskirken, men Frederiksberg Kommunalbestyrelse ønskede at sognet skulle have navn efter området, og derfor blev Adventskirke til Lindevang Kirke.
Grunden, hvor kirken blev opført, blev skænket af Frederiksberg Kommunalbestyrelse, under forudsætning af at der blev bygget en monumental bygning, således placeringen ud mod Peter Bangs Vej blev udnyttet. Kirken blev tegnet af arkitekterne Anton Frederiksen og Thomas Havning, der dog først i tredje forsøg fik godkendt deres tegninger hos kommunalbestyrelsen. Kirkebyggeriet blev finansieret af private bidrag og en testamentarisk gave fra Frk. Anna Cathrine From.

## Historie
Tekst mangler, hjælp os med at skrive teksten

## Kirkebygningen
- Menighedshuset ud mod Hattensens Allé
- Indgangsparti

## Interiør
Tekst mangler, hjælp os med at skrive teksten

### Literatur
- Storbyens virkeliggjorte længsler ved Anne-Mette Gravgaard. Kirkerne i København og på Frederiksberg 1860-1940. Foreningen til Gamle Bygningers Bevaring 2001. ISBN 87-87546-18-3
- https://www.facebook.com/frederiksbergstadsarkiv/